# Ao (dwuznak)
Ao - dwuznak używany w języku irlandzkim do zapisu [iː] (lub, w zależności od dialektu, także [e:]) między spółgłoskami miękkopodniebiennymi lub welaryzowanymi, w języku francuskim w którym oznacza głoskę [a] (używany jest jedynie w kilku słowach), a także w malgaskim do zapisu [o] oraz w języku galicyjskim. W języku piemonckim i hanyu pinyin oznacza dyftong [au̯].  